# Championnat du Togo de football 2019-2020
Navigation
Saison précédente Saison suivante
Le championnat du Togo de football 2019-2020 est la cinquante-cinquième édition de la première division togolaise. Elle oppose les quatorze meilleurs clubs du Togo en une série de vingt-six journées où chaque formation affronte deux fois toutes les autres équipes. À l’issue de la saison les deux derniers du classement sont relégués et remplacés par les deux meilleurs clubs de deuxième division.
L’ASKO Kara est sacré champion après l'arrêt du championnat à cause de la pandémie de Covid-19.
Le champion du Togo se qualifie pour la compétition continentale qu'est la Ligue des champions de la CAF. La Coupe du Togo n'ayant pas été disputée, c'est le vice-champion qui participe à la Coupe de la confédération.

## Les clubs participants
- Maranatha FC
- ASKO Kara
- FC Gbohloé-su des Lacs
- AS Togo-Port
- Gomido Kpalimé
- AC Semassi
- Dynamic Togolais
- Unisport de Sokodé - Promu de D2
- AS OTR Lomé
- Ifodjè d'Atakpamé - Promu de D2
- Anges FC de Notsé
- US Koroki
- Sara Sport FC
- ASC Kara

## Compétition

### Classement
Le barème utilisé pour établir le classement est le suivant :
- Victoire : 3 points
- Match nul : 1 point
- Défaite, forfait ou abandon : 0 point

| Rang | Équipe                 | Pts | J  | G  | N  | P  | Bp | Bc | Diff |
| ---- | ---------------------- | --- | -- | -- | -- | -- | -- | -- | ---- |
| 1    | ASKO Kara              | 39  | 20 | 11 | 6  | 3  | 22 | 11 | +11  |
| 2    | Unisport de Sokodé P   | 33  | 20 | 9  | 6  | 5  | 19 | 19 | 0    |
| 3    | ASC KaraT              | 30  | 20 | 8  | 6  | 6  | 22 | 16 | +6   |
| 4    | Dynamic Togolais       | 29  | 20 | 8  | 5  | 7  | 21 | 17 | +4   |
| 5    | AS OTR Lomé            | 29  | 20 | 8  | 5  | 7  | 15 | 12 | +3   |
| 6    | FC Gbohloé-su des Lacs | 28  | 20 | 7  | 7  | 6  | 18 | 16 | +2   |
| 7    | AS Togo-Port           | 27  | 20 | 6  | 9  | 5  | 21 | 18 | +3   |
| 8    | Sara Sport FC          | 27  | 20 | 7  | 6  | 7  | 16 | 16 | 0    |
| 9    | Gomido Kpalimé         | 26  | 20 | 7  | 5  | 8  | 12 | 13 | -1   |
| 10   | AC Semassi             | 25  | 20 | 5  | 10 | 5  | 29 | 14 | +15  |
| 11   | Ifodjè d'Atakpamé P    | 24  | 20 | 6  | 6  | 8  | 15 | 15 | 0    |
| 12   | Anges FC de Notsé      | 23  | 20 | 5  | 8  | 7  | 12 | 16 | -4   |
| 13   | US Koroki              | 18  | 20 | 4  | 6  | 10 | 10 | 24 | -14  |
| 14   | Maranatha FC           | 16  | 20 | 3  | 7  | 10 | 9  | 24 | -15  |

|  | Qualifié pour la Ligue des champions de la CAF 2020-2021                             |
|  | Qualifié pour la Coupe de la confédération 2020-2021                                 |
|  | Relégation directe en deuxième division                                              |
|  | T : Tenant du titre C : Vainqueur de la Coupe du Togo P : Promu de deuxième division |

- Le championnat est arrêté après la 20e journée à cause de la pandémie de Covid-19, le classement est considéré comme le classement final. La Coupe du Togo n'ayant pas été disputée, le vice-champion est qualifié pour la Coupe de la confédération 2020-2021.
- Il n'y a pas de relégation, par contre deux promotions, de ce fait le championnat 2020-2021 passe à 16 équipes.

## Bilan de la saison
| Championnat du Togo de football 2019-2020 |                      |
| Champion                                  | ASKO Kara (5e titre) |
| Coupes et trophées                        |                      |
| Vainqueur de la Coupe du Togo 2019-2020   | non jouée            |
| Qualifications continentales              |                      |
| Ligue des champions de la CAF 2020-2021   | ASKO Kara            |
| Coupe de la confédération 2020-2021       | Unisport de Sokodé   |
| Promotions et relégations                 |                      |
| Promus en Championnat National            | Entente II Lomé      |
| Promus en Championnat National            | AS Binah             |
| Relégués en Deuxième division             | aucun                |